# Edo de Waart

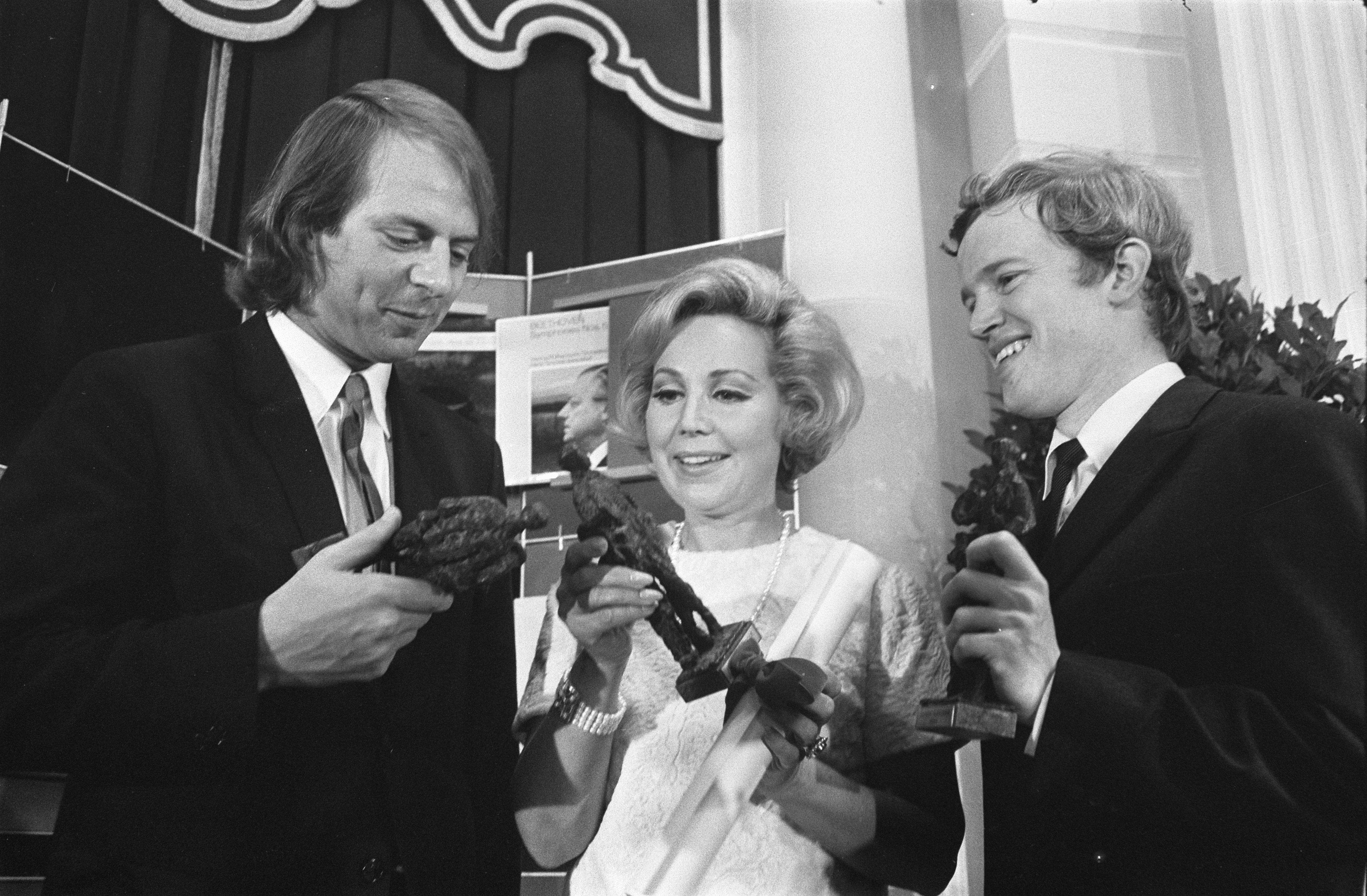
Karlheinz Stockhausen, Anneliese Rothenberger & Edo de Waart (1969)

Edo de Waart (Amsterdam, 1 juni 1941) is een Nederlands gepensioneerd orkestdirigent.

## Loopbaan
De Waart studeerde hobo bij Haakon Stotijn en Cees van der Kraan en orkestdirectie bij Jaap Spaanderman aan het Sweelinck Conservatorium in Amsterdam. In 1963 werd hij als hoboïst aangesteld bij het Concertgebouworkest.  In 1964, op de leeftijd van 23 jaar, won De Waart in New York het Dimitri Mitropoulos dirigentenconcours. Daarna mocht hij een jaar werken als assistent-dirigent voor Leonard Bernstein, die het New York Philharmonic Orchestra leidde.
Na zijn terugkeer naar Nederland werd De Waart aangesteld als assistent-dirigent van het Concertgebouworkest onder Bernard Haitink. In 1967 kreeg De Waart de leiding van het toenmalige Nederlands Blazers Ensemble en het Rotterdams Philharmonisch Orkest. Van dit orkest was hij tevens artistiek directeur van 1973 tot 1979. 
In 1975 maakte De Waart zijn debuut bij het San Francisco Symphony Orchestra. Het jaar daarop werd hij er eerste gastdirigent en van 1977 tot 1985 was hij er artistiek directeur. In zijn tijd te San Francisco maakte De Waart kennis met John Adams, wiens werken (waaronder de opera Nixon in China) hij sindsdien regelmatig dirigeert en ook op cd heeft vastgelegd. Van 1986 tot 1995 was hij chef-dirigent van het Minnesota Orchestra.
In 1989 keerde De Waart terug naar Nederland om chef te worden bij het Radio Filharmonisch Orkest, een functie die hij 16 jaar bekleedde. Naar eigen zeggen waren zijn hoogtepunten uit die tijd onder meer een over drie jaar verspreide cyclus Rondom Mahler, de complete Ring van Wagner en de Mahler 3-tournee met de dames van het Groot Omroepkoor. Nadien werd hij benoemd tot eredirigent bij dit orkest.
In 1995 werd De Waart chef-dirigent van het Sydney Symphony Orchestra, een post die hij in 2004 verliet om chef-dirigent van het Hong Kong Philharmonic Orchestra te worden. Per september 2011 volgde hij Jaap van Zweden op als chef-dirigent van de toenmalige deFilharmonie te Antwerpen tot 2016. Daarnaast is hij sinds 2009 verbonden aan het Milwaukee Symphony Orchestra.
Naast symfonische werken dirigeert De Waart veel opera. Al vanaf 1970 heeft hij producties van De Nederlandse Opera geleid. Hij was er chef-dirigent vanaf 1999, maar in 2002 maakte hij zijn voortijdig vertrek (per 2004) bij DNO bekend wegens een verschil in artistieke visie. Verder heeft hij gedirigeerd bij de Bayreuther Festspiele, de Salzburger Festspiele, de Metropolitan Opera, de Opéra Bastille en het Royal Opera House. 
In april 2024 stopte De Waart abrupt en per direct met al zijn activiteiten als dirigent, omdat hij er geen vertrouwen meer in had dat hij zijn werk nog goed zou kunnen uitvoeren. Twee geplande concerten zegde hij af; ze werden overgenomen door Nuno Coelho.
- Bibsys: 98055245
- Biblioteca Nacional de España: XX849961
- Bibliothèque nationale de France: cb13893247r (data)
- CiNii: DA08047609
- Gemeinsame Normdatei: 130456101
- International Standard Name Identifier: 0000 0001 1450 6983
- Library of Congress Control Number: n83056908
- Nationale Bibliotheek van Letland: 000177081
- MusicBrainz: 94320f83-8c79-4a39-8fd6-b16eccd93d9f
- Nationale Bibliotheek van Tsjechië: xx0059261
- Nationale Bibliotheek van Israël: 987007457635105171
- Nederlandse Thesaurus van Auteursnamen: 069479658
- SNAC: w61z54h2
- Système universitaire de documentation: 080492533
- Virtual International Authority File: 85682676
- WorldCat: E39PBJbxCMDbxt88bhffFY6kDq